# Филинская (Устьянский район)
Филинская — деревня в Устьянском районе Архангельской области.

## География
Находится в южной части Архангельской области на расстоянии приблизительно 31 км на юг по прямой от административного центра района поселка Октябрьский.

## История
В 1859 году здесь (деревня Тотемского уезда Вологодской губернии) было учтено 7 дворов. До 2022 года входила в Ростовско-Минское сельское поселение до его упразднения. Имеется Успенская церковь.

## Население
Численность населения: 65 человек (1859 год), 116 (русские 94 %) в 2002 году, 104 в 2010.